# Девятки (Гродненская область)
Девятки (бел. Дзевяткі) — деревня в Берестовицком районе Гродненской области Беларуси. Входит в состав Пограничного сельсовета.

## География
Деревня находится в западной части Гродненской области, на правом берегу реки Свислочи, к югу от автодороги Р-99, на расстоянии приблизительно 8 километров (по прямой) к югу от городского посёлка Большая Берестовица, административного центра района. Абсолютная высота — 148 метров над уровнем моря. Площадь населённого пункта — 0,369 км².

## История
По состоянию на 1905 год, в Девятках проживал 141 человек. В административном отношении деревня входила в состав Свислочской волости Волковысского уезда Гродненской губернии.
Согласно Рижскому мирному договору (1921), деревня вошла в состав межвоенной Польши. Входила в состав гмины Свислочь Волковысского повета Белостокского воеводства. В 1921 году числилось 108 жителей, проживавших в 15 домах. В этническом составе населения того периода белорусы составляли 100 %. В конфессиональном составе населения преобладали православные христиане (100 %).
С 1939 года в БССР.

## Население
По данным переписи 2019 года, в деревне проживало 40 человек.
| Год  | Население, человек |
| ---- | ------------------ |
| 1905 | 141                |
| 1921 | ↘ 108              |
| 2009 | ↘ 71               |
| 2019 | ↘ 40               |